# 时玉宝
时玉宝（1966年2月—），男，汉族，河南新郑人，现任中共贵州省委常委、组织部部长。

## 生平
曾任中共中央组织部干部教育局副局长、常务副局长、局长、组织一局局长。2022年2月，任中共贵州省委组织部部长，兼任省委党校（贵州行政学院）校（院）长。同年4月，任中共贵州省委常委。